# Jugoslawische Verbrechen während und nach dem Zweiten Weltkrieg
Jugoslawische Verbrechen während und nach dem Zweiten Weltkrieg waren Verstöße gegen das Kriegsvölkerrecht bzw. Völkerrecht, die von Organisationen des kommunistischen Regimes, wie der Volksbefreiungsarmee und dem Geheimdienst OZNa bzw. der Spezialtruppe KNOJ, während oder nach dem Zweiten Weltkrieg von 1943 bis etwa 1950 verübt wurden. Die Kriegs- und Nachkriegsverbrechen wurden auf dem Gebiet des ehemaligen Jugoslawien und im Ausland begangen. Opfer der teils systematisch verübten Misshandlungen, Vertreibungen, Folterungen, Massenhinrichtungen ohne Gerichtsverfahren, Attentate, Zwangsrepatriierungen und Todesmärsche waren vor allem politische, militärische und sonstige tatsächliche oder vermeintliche Gegner wie z. B. Angehörige antikommunistischer Organisationen, Kriegsgefangene und Jugoslawiendeutsche.

## Vorgeschichte
Der Zweite Weltkrieg war in Jugoslawien gleichzeitig ein Bürgerkrieg mit zahllosen unübersichtlichen Fronten, die auch quer zu den ethnischen Grenzen verliefen. Partisanen und Kollaborateure bekriegten einander. Mit großer Härte kämpften auch die Tschetniks und Tito-Partisanen gegeneinander. Die meisten Kriegsverbrechen wurden in Jugoslawien nicht von den Besatzern, sondern von den auf verschiedenen Seiten stehenden Jugoslawen selbst begangen. So ermordeten und vertrieben zum Beispiel kroatische Ustascha-Truppen hunderttausende serbische Zivilisten, Roma und Juden in ihrem Machtbereich, serbische Tschetniks zehntausende Kroaten, bosnische Muslime ließen sich für die SS anwerben.

## Institutionen

### Antifaschistischer Rat AVNOJ
Am 26. November 1942 wurde der Antifaschistische Rat der Nationalen Befreiung Jugoslawiens, kurz AVNOJ, auf Aufruf von Josip Broz Tito im bosnischen Bihać als selbsternanntes Kriegsparlament und provisorische Kriegsregierung gegründet. Im November 1943 legte der AVNOJ in Jajce wurde den Grundstein für den zukünftigen föderativen jugoslawischen Staat. Der in London tagenden Exilregierung wurde die Anerkennung entzogen und König Peter II. wurde die Rückkehr verboten.
Ende 1943 hatten sich Winston Churchill, Franklin D. Roosevelt und Josef Stalin auf der Konferenz von Teheran darauf geeinigt, die jugoslawische Volksbefreiungsbewegung unter Tito politisch anzuerkennen. Im Dezember 1943 wurde Tito von den Briten auch als alliierter Befehlshaber akzeptiert. Am 15. Dezember 1943 erkannte die Sowjetunion das vom AVNOJ-Präsidium eingesetzte „Nationale Komitee zur Befreiung Jugoslawiens“ (Nacionalni komitet oslobođenja Jugoslavije, kurz NKOJ) als einzige jugoslawische Regierung an und brach ihre Beziehungen zur königlich-jugoslawischen Exilregierung in London ab.

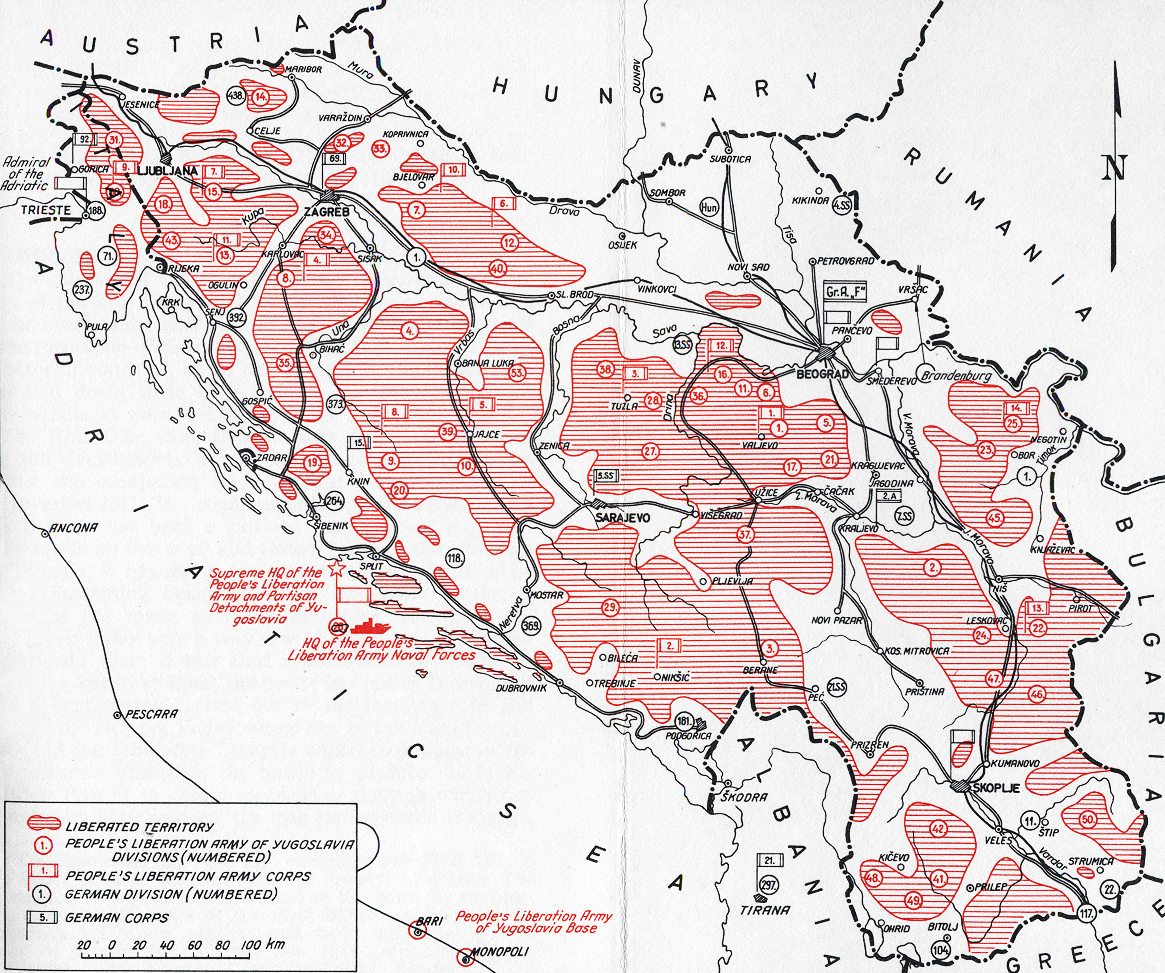
Gebiete die Ende September 1944 unter der Kontrolle des „Nationalen Komitees zur Befreiung Jugoslawiens“ (NKOJ) als provisorischer Kriegsregierung standen (rot schraffiert).

Nach Verhandlungen über die Bildung einer gemeinsamen Regierung zwischen Tito und Ivan Šubašić, dem Ministerpräsidenten der königlichen Exilregierung, auf Vis am 16. Juni 1944, einigten sich beide in einem Abkommen auf den gemeinsamen Kampf gegen die Besatzungsmächte. Šubašić nahm zwei Kommunisten in seine Regierung auf. Tito und Šubašić vereinbarten am 7. Dezember 1944, dass der AVNOJ um nicht kompromittierter Vertreter des Vorkriegsparlaments (gewählt im Dezember 1938) erweitert werden sollte. Auf der Konferenz von Jalta am 10. Februar 1945 wurde dies bestätigt und die Gesetzgebung des AVNOJ der Ratifizierung durch eine zukünftig zu wählende verfassungsgebende Nationalversammlung unterworfen. Am 8. März 1945 kam eine Koalitionsregierung unter Tito zustande. Ihr gehörten fünf bürgerliche Ministern an, darunter war Šubašić als Außenminister.
Bis August 1945 verabschiedete das AVNOJ-Präsidium eine Reihe von Verfügungen, Erlassen und Bescheiden, die so genannten AVNOJ-Beschlüsse. Aus diesen leitet sich auch die Kontinuität in der Gesetzgebung der jugoslawischen Nachfolgestaaten bis in die jüngste Vergangenheit ab.

### Kommission zur Feststellung von Verbrechen der Okkupanten und ihrer Helfer
In den von den Achsenmächten okkupierten Ländern wurden jeweils Kommissionen zur Dokumentation der Verbrechen der Okkupationsmächte und ihrer Kollaborateure gebildet. In Jugoslawien wurde am 30. November 1943 auf der zweiten AVNOJ-Versammlung in Jajce die Gründung der „Staatliche Kommission zur Feststellung von Verbrechen der Okkupanten und ihrer Helfer“ beschlossen. Sie sammelte Beweis- und Anklagematerial über einheimische und ausländische Kriegsverbrecher und sogenannte „Volksfeinde“ und arbeitete eng mit der später gegründeten Geheimpolizei OZNA zusammen sowie mit den Militärbehörden und dem „öffentlichen Ankläger“.

### Geheimpolizei OZNA
Am 13. Mai 1944 wurde auf streng vertrauliche Anordnung Titos die kommunistische Geheimpolizei OZNA (kurz für „Abteilung zum Schutze des Volkes“) gegründet, deren gesamtjugoslawischer Kommandant das Politbüromitglied Aleksandar Ranković wurde. Am Aufbau der OZNA wirkte eine sowjetische Militärmission mit, die Ende Februar 1944 in Nordwestbosnien gelandet war. Die OZNA erledigte Verhaftungen, Verhöre und Folterungen in OZNA-Gefängnissen, Liquidierungen, die Einrichtung von Konzentrationslagern, die Bewachung der Grenzen, die Deportation von Leuten in geschlossene Gebiete, die Ausweisung und Verfolgung von Ausländern, die Organisation von Zwangsarbeit, Zensur, die Kontrolle von Wahlen sowie die Vorbereitung und Durchführung von politischen Prozessen.
Die OZNA wurde maßgeblich unterstützt durch die am 15. August 1944 gegründete Militäreinheit KNOJ (kurz für „Korps der Volksverteidigung Jugoslawiens“). Das KNOJ sollte im rückwärtigen Raum der Partisaneneinheiten und in den befreiten Territorien „die Banden der Četnici, Ustaše, Weißgardisten und anderen Volksfeinde“ liquidieren und übernahm im Mai 1945 die Verwaltung der Sammel- und Kriegsgefangenenlager. OZNA und KNOJ waren zwischen Herbst 1944 und Sommer 1945 maßgeblich für die politischen und ethnischen „Säuberungen“ von tatsächlichen und vermeintlichen Gegnern verantwortlich.

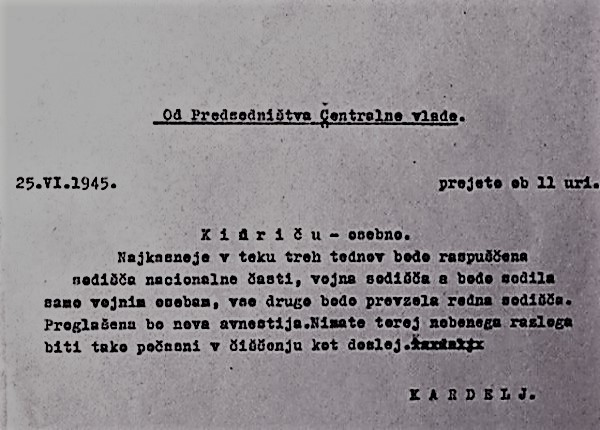
Depesche von Edvard Kardelj vom 25. Juni 1945, in der er den Präsidenten der slowenischen Regierung Boris Kidrič auffordert, die Tötungen der Gefangenen zu beschleunigen.

In einer Depesche vom 25. Juni 1945 forderte Edvard Kardelj den Präsidenten der slowenischen Regierung Boris Kidrič auf, die Tötungen zu beschleunigen, bevor die Gefangenen Amnestie beantragen:

„Najkasneje v teku treh tednov bodo razpuščena sodišča nacionalne časti, vojna sodišča bodo sodila samo vojnim osebam, vse drugo bodo prevzela redna sodišča. Proglašena bo nova amnestija. Nimate torej nobenega razloga biti tako počasni v čiščenju kot doslej.“

„Spätestens in drei Wochen werden die nationalen Ehrengerichte aufgelöst, die Kriegsgerichte verurteilen nur Militärangehörige, alles andere wird von den ordentlichen Gerichten übernommen. Eine neue Amnestie wird angekündigt. Ihr habt also keinen Grund, bei der Säuberung so langsam vorzugehen wie bisher.“

## Opfer
Die in London residierende jugoslawische Exilregierung hatte sich in einem Abkommen mit Josip Broz Tito am 16. Juni 1944 verpflichtet, alle „Volksverräter und Kollaborateure“ öffentlich zu ächten. Nach dem Ende der Besatzung und der Beseitigung der Kolaborationsregime kam es ab Ende Mai 1945 einige Wochen lang zu „spontanen Abrechnungen“ und „wilden“ Säuberungen. Sie richteten sich pauschal gegen uniformierte Verbände, vor allem die kroatische Ustascha. Auch die kroatische Heimwehr, slowenische, montenegrinische, serbische Tschetniks und deutsche Verbände fielen Massenexekutionen zum Opfer oder starben auf „Todesmärschen“. Während des Kampfes um Serbien appellierte Tito in einem „letzten Aufruf“ am 5. September 1944 an seine Partisanen:

„Denkt daran, dass die grundlegende Aufgabe dieser ganzen Operation die Liquidierung der Četnici und der Nedićevci und ihrer Apparate ist. Verhindert, dass Mihailović eine Mobilisierung durchführen kann und das Volk auf seine Seite zieht. Verhaftet die Dorfältesten der Četnici, denn diese sind die Hauptstützpunkte von Mihailović im Volk.“

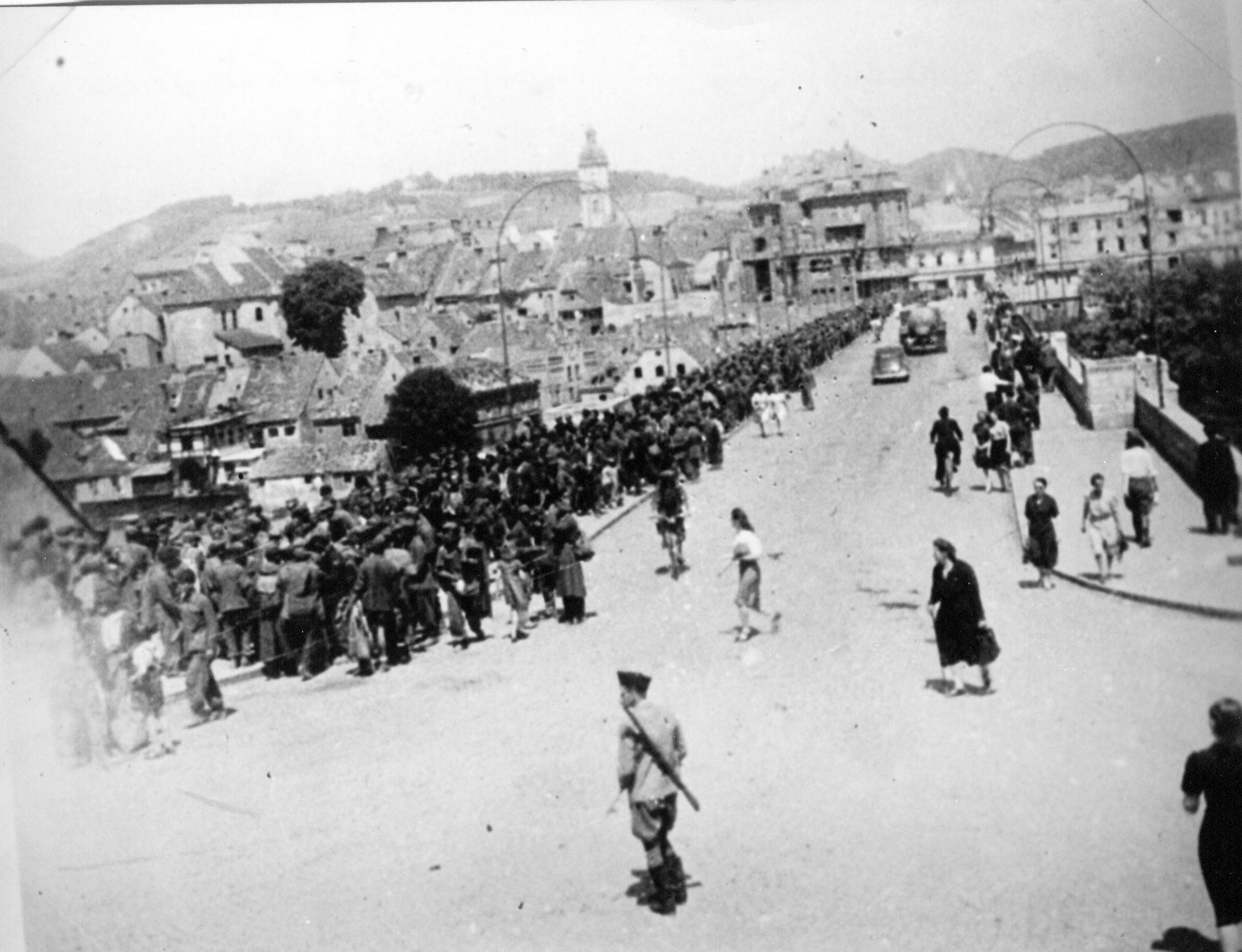
Kriegsgefangene deutsche und kroatische Soldaten auf einem Todesmarsch durch Maribor.

Bei dem überwiegend an Kroaten verübten „Massaker von Bleiburg“ wurden Kriegsgefangene und Zivilisten getötet und verschleppt. Die Todesopfer der Nachkriegsverbrechen, die in Bleiburg und Umgebung ihren Anfang nahmen, werden von dem Demograf Vladimir Žerjavić (1912–2001) auf 45.000 Kroaten, 4.000 Muslime, 8.000 bis 10.000 Slowenen und 2.000 montenegrinische und serbische Tschetniks beziffert.
Bei der „Tragödie von Viktring“ wurden überwiegend Slowenen aus einem Flüchtlingslager heraus jugoslawischen Partisaneneinheiten übergeben und fielen Kriegsverbrechen zum Opfer. Die Briten übergaben neben kroatischen und serbischen Gefangenen etwa 11.000 Angehörige der Slowenischen Heimwehr Ende Mai/Anfang Juni 1945 an die Jugoslawische Volksbefreiungsarmee. Diese internierte die ihr übergebenen Soldaten in Lagern in Slowenien und Kroatien. Die slowenischen Domobranzen kamen vor allem in die Lager Teharje (Tüchern) bei Celje (Cilli) und Šentvid (heute Stadtteil von Ljubljana). Bereits auf den Fußmärschen in die Lager wurden zahlreiche Slowenen ermordet, weitere Massaker wurden in den Lagern verübt. Mit dem Sieg der Jugoslawischen Volksbefreiungsarmee kam es an vielen Orten Sloweniens ohne jedes Gerichtsverfahren zu summarischen Hinrichtungen von antikommunistischen slowenischen Militärangehörigen, auch Zivilisten und deutsche Kriegsgefangene wurden umgebracht. Von tausenden Gefangenen in den Lagern Teharje, Šentvid nad Ljubljano und Škofja Loka überlebte nur eine kleine Zahl an Zivilpersonen und minderjährigen Angehörigen der Heimwehr. Die Zahl der nach Kriegsende hingerichteten Slowenen wird auf 14.000 geschätzt, die Gesamtzahl sämtlicher auf slowenischem Gebiet exekutierten Personen jedoch auf möglicherweise über 100.000. Während die Gefangenen in Šentvid mit Viehwaggons nach Kočevje und dann weiter zur Exekution zu verborgenen Karsthöhlen im nahegelegenen Hornwald (Kočevski Rog) gebracht wurden, fanden die Hinrichtungen der Gefangenen von Teharje zum kleineren Teil beim Lager selbst, zum größeren Teil in Höhlen oder aufgegebenen Bergwerkstollen der Umgebung von Stari Hrastnik, Trbovlje und Laško statt. Ein wichtiges Ziel bei Laško war der Barbara-Stollen von Huda Jama.

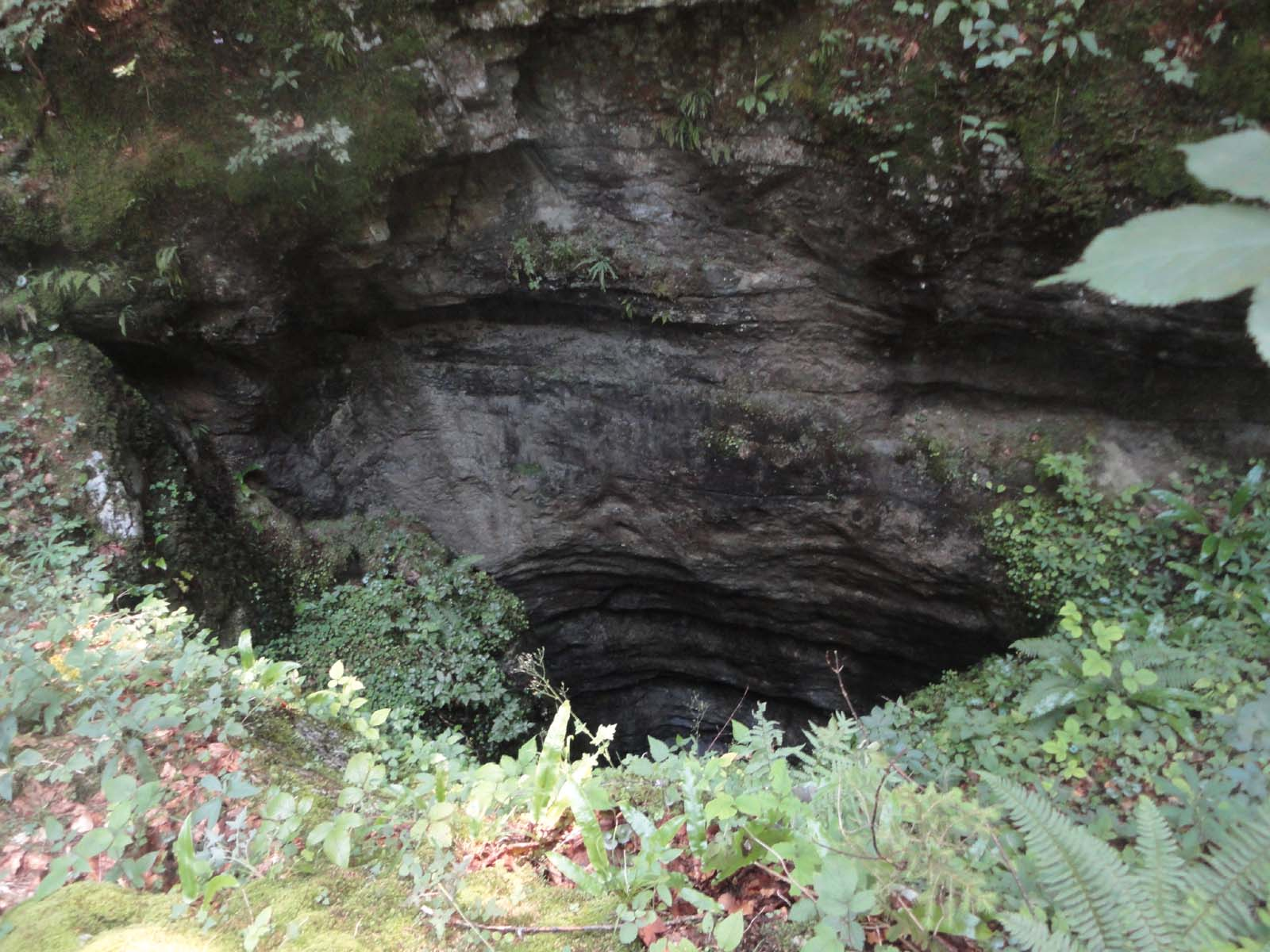
Doppelte Karsthöhle am Zinkkreuz (Dvojno brezno pri Cink križu) im Gottscheer Hornwald, wo Opfer eines Nachkriegsmassakers liegen (Mai und Juni 1945)

Mit dem „Foibe-Massaker“ sollte Rache an der italienischen Bevölkerung, hauptsächlich in Julisch Venetien, in den istrischen und dalmatinischen Küstengebieten genommen werden.
Als „Blutiger Herbst in Hodschag“ wurde ein Massaker an Jugoslawiendeutschen in Serbien bekannt. Zur Verschleppung von Kärntnern nach Jugoslawien kam es im Mai 1945 nach dem Vorrücken jugoslawischer Partisanen in das zu Österreich gehörende Kärnten.

## Siegerjustiz
Als politische Gegner eingestufte Zivilisten wurden zunächst umstandslos ohne Gerichtsverfahren liquidiert. Nach den Liquidierungen in der ersten Zeit nach der Kapitulation, die umstandslos ohne irgendwelche Verfahren durchgeführt wurden, wurden folgerichtig Schnellverfahren vor Militärgerichten eingerichtet, in denen ohne besondere Formalitäten Urteile gefällt wurden. Bereits im Sommer 1944 war zwar ein formalisiertes Schnellverfahren eingeführt worden, das in die Kompetenz der Militärgerichte fiel. Juristische Grundlage bildeten die Militärstrafgesetze und das Strafgesetzbuch von 1929, in dem die Zusammenarbeit mit einem Feind unter Strafe gestellt war. Solche Militärgerichte sind aus Zagreb, Osijek und Karlovac bekannt. Angesichts der großen Zahl der Gefangenen nach der Kapitulation wären aber Prozesse gegen alle kaum durchführbar gewesen.

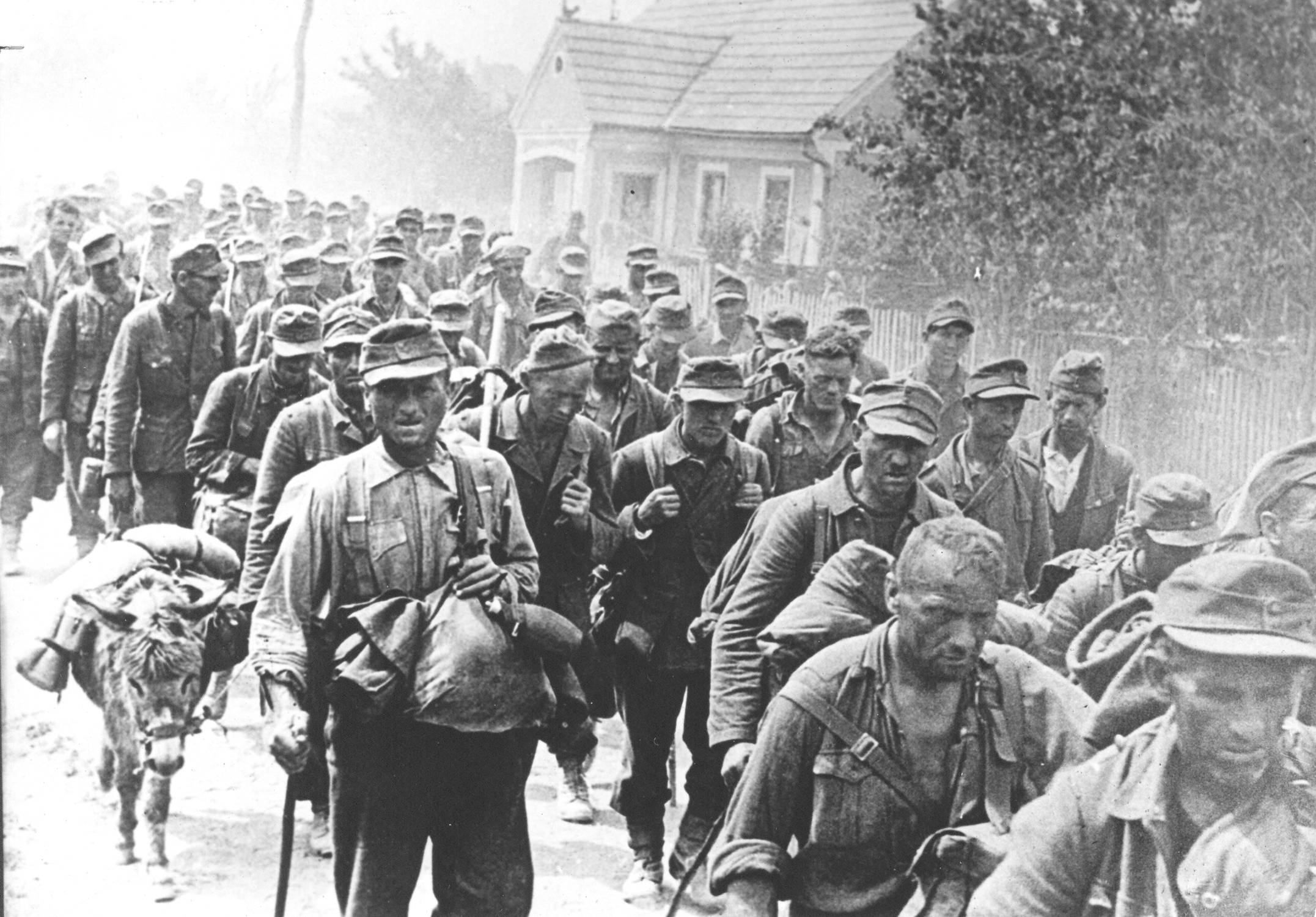
Eine Kolonne deutscher Kriegsgefangener des LXXXXVII. (97.) Armeekorps, gefangen genommen in der Nähe von Ilirska Bistrica, am 7. Mai 1945.

Nach der Kapitulation blieben die Militärgerichte weiter in Funktion. Ab 1945 gingen die Schnellverfahren mit dem Aufbau ziviler Gerichte in den Bereich der Zivilgerichtsbarkeit über. Am 25. August 1945 wurde das Gesetz „Über Straftaten gegen Volk und Staat“ erlassen, in dem auch Tatbestände aufgeführt wurden, die sich auf die Kriegszeit bezogen. Dieses Gesetz wurde rückwirkend angewandt. Es hatte Gültigkeit bis zur Einführung des neuen Strafgesetzbuches (1947 bzw. 1951), das die Grundtatbestände des Landesverrats und der „Kollaboration mit dem Feind“ neu fasste.

## Umgang mit den Verbrechen in Jugoslawien
Die parteigelenkte Geschichtsschreibung Jugoslawiens idealisierte den Partisanenkampf gegen die faschistischen Besatzer und deren Verbündete, die Ustasche und Tschetniks. Der Bürgerkriegscharakter der Kämpfe zwischen Partisanen und Tschetniks wurde verschwiegen. Die blutige Abrechnung mit den Gegnern durfte nicht thematisiert werden. Die Rache an den ehemaligen Besatzern und den Kollaborateuren, als welche alle angesehen wurden, die nicht aktiv am Widerstand beteiligt waren, und die damit einhergehende Vertreibung, Enteignung, Internierung und Ermordung von Gottscheern und Donauschwaben, ungarischen und italienischen Minderheiten und die nach Kriegsende begangenen Verbrechen, wie die Hinrichtungen von Kroaten, Slowenen und Serben, wurden meist verschwiegen. Orte mit Massengräbern wie im Gottscheer Hornwald (Kočevski Rog), in Tezno bei Maribor oder der Barbara-Stollen von Huda Jama waren als militärische Sperrgebiete gegen die Öffentlichkeit abgeschirmt.
In den 1980er Jahren begann eine differenzierte Erforschung des Zweiten Weltkriegs in Jugoslawien. Sie war jedoch häufig an nationalistische Sichtweisen gekoppelt, vor allem in Kroatien und Serbien.

## Forschungen
Erst seit wenigen Jahren werden die Vorgänge wissenschaftlich erfasst und Massengräber gekennzeichnet sowie untersucht. Im März 2011 waren in Slowenien 600 Massengräber erfasst, doch war von diesen bis dahin kein einziges als Kriegsgräberstätte mit ordentlicher Bestattung sämtlicher Opfer hergerichtet, so Marko Štrovs, der Leiter der Abteilung für Kriegsgräberstätten beim slowenischen Ministerium für Arbeit, Familie und Soziales.
Zu den Orten, an denen die meisten Opfer liegen sollen, gehören die Karsthöhlen Pod Krenom, Macesnova gorica, Rugarski klanci und Dvojno brezno pri Cink križu im Gottscheer Hornwald (Kočevski Rog), Bodoveljska grapa, pod Blegošem, Repičnikova jama (Krvava peč pri Golem), Krvava peč pod Sv. Primožem (Velike Lašče), das Lager Teharje, Griže (Savinjska dolina), Stari Hrastnik-Zasip, der Barbara-Stollen (Barbarin rov) von Huda Jama bei Laško, Marno (Straße Rimske Toplice-Hrastnik), Krištandol, das Bergwerk Ana pod Jelenico, Praprotno, die Steinbrüche Rikelnik und Klembas, das Bachergebirge (Pohorje), Maribor (Tezno) und das Lager Sterntal (Strnišče, heute Kidričevo).

### Verantwortlichkeiten
Der hochrangige jugoslawische Politiker und Dissident Milovan Đilas formulierte es so:

„Niemand weiß, ob Tito direkte Befehle gegeben hat oder nicht. Doch er war sicher für eine radikale Lösung, genau wie die Briten pragmatische Gründe hatten, diese Flüchtlinge zurückzuschicken. Jugoslawien befand sich im Zustand des Chaos und der Zerstörung. Eine Zivilverwaltung gab es praktisch nicht. Es gab keine ordentlichen Gerichte. Es gab keine Möglichkeit, die 20.000 bis 30.000 Fälle zuverlässig zu untersuchen. So war der einfachste Ausweg, sie alle zu erschießen und damit das Problem los zu sein.“

Die slowenische EU-Ratspräsidentschaft führte von Januar bis Juni 2008 eine öffentliche Anhörung in Europa über „Verbrechen die von totalitären Regimen begangen wurden“ durch, wobei neben nationalsozialistischen Verbrechen während des Zweiten Weltkriegs in Slowenien auch die Massenhinrichtungen nach Kriegsende zur Sprache kamen. Bereits 2005 war die slowenische Regierungskommission für verborgene Gräberfelder eingesetzt worden. Der Bericht über das Verfahren der öffentlichen Anhörung, die vom Europäischen Rat und der Europäischen Kommission organisiert wurden, kam zu dem Ergebnis: „Die Entscheidung, Gegner zu „vernichten“, muss in den engsten Kreisen der jugoslawischen Staatsführung getroffen worden sein, und der Befehl wurde sicherlich vom Oberbefehlshaber der jugoslawischen Armee Josip Broz Tito erlassen, obwohl nicht bekannt ist, wann oder in welcher Form.“